# 67e cérémonie des Primetime Emmy Awards
La 67e cérémonie des Primetime Emmy Awards (ou « Emmys »), organisée par l'Academy of Television Arts and Sciences, a eu lieu le 20 septembre 2015 au Nokia Theatre de Los Angeles et a récompensé les meilleurs programmes télévisés diffusés en primetime au cours de la saison 2014-2015 (du 1er juin 2014 au 31 mai 2015) sur les réseaux publics et câblés américains. Elle a été diffusée sur Fox et présentée par Andy Samberg.
La cérémonie récompensant les techniciens de la télévision, les Creative Arts Primetime Emmy Awards, a eu lieu le 12 septembre 2015.

## Présentateurs et intervenants

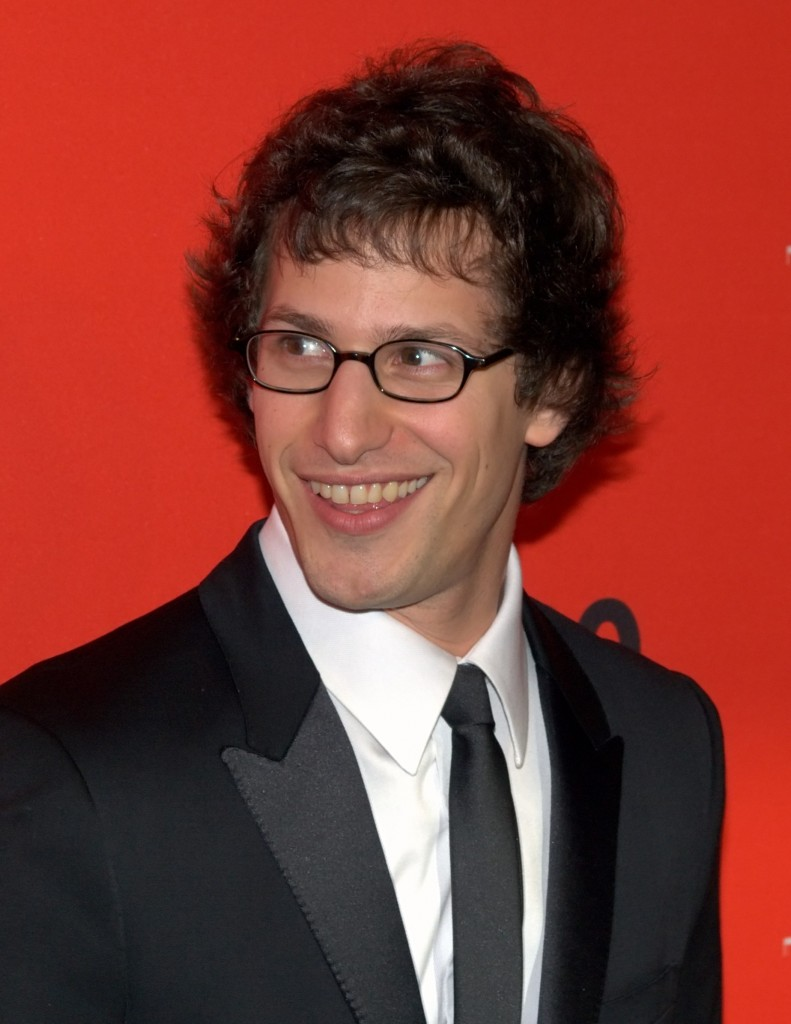
Andy Samberg.

- Andy Samberg, hôte de la cérémonie

Présentateurs
- Jaimie Alexander
- Anthony Anderson
- Adrien Brody
- Mel Brooks
- Reg E. Cathey
- James Corden
- Jamie Lee Curtis
- Joan Cusack
- Viola Davis
- Tina Fey
- Will Forte
- Lady Gaga
- Ricky Gervais
- Maggie Gyllenhaal
- Colin Hanks
- Marcia Gay Harden
- Lena Headey
- Taraji P. Henson
- Terrence Howard
- Mindy Kaling
- Keegan-Michael Key
- Jimmy Kimmel
- Zachary Levi
- LL Cool J
- Rob Lowe
- Jane Lynch
- Seth Meyers
- Margo Martindale
- Benjamin McKenzie
- John Oliver
- Jordan Peele
- Amy Poehler
- Emma Roberts
- Gina Rodriguez
- Tracee Ellis Ross
- Fred Savage
- Liev Schreiber
- Amy Schumer
- John Stamos
- Eric Stonestreet
- Kerry Washington
- Bradley Whitford

## Nominations

### Séries dramatiques

#### Meilleure série dramatique
- Game of Thrones (HBO)
  - Better Call Saul (AMC)
  - Downton Abbey (PBS)
  - Homeland (Showtime)
  - House of Cards (Netflix)
  - Mad Men (AMC)
  - Orange Is the New Black (Netflix)

#### Meilleur acteur
- Jon Hamm pour le rôle de Don Draper dans Mad Men
  - Kyle Chandler pour le rôle de John Rayburn dans Bloodline
  - Jeff Daniels pour le rôle de Will McAvoy dans The Newsroom
  - Bob Odenkirk pour le rôle de Jimmy McGill dans Better Call Saul
  - Liev Schreiber pour le rôle de Raymond Donovan dans Ray Donovan
  - Kevin Spacey pour le rôle de Francis Underwood dans House of Cards

#### Meilleure actrice
- Viola Davis pour le rôle d'Annalise Keating dans Murder
  - Claire Danes pour le rôle de Carrie Mathison dans Homeland
  - Taraji P. Henson pour le rôle de Cookie Lyon dans Empire
  - Tatiana Maslany pour les rôles de Sarah Manning, Beth Childs, Alison Hendrix, Helena, Cosima Niehaus, Rachel Duncan et Krystal Goderich dans Orphan Black
  - Elisabeth Moss pour le rôle de Peggy Olson dans Mad Men
  - Robin Wright pour le rôle de Claire Underwood dans House of Cards

#### Meilleur acteur dans un second rôle
- Peter Dinklage pour le rôle de Tyrion Lannister dans Game of Thrones
  - Jonathan Banks pour le rôle de Mike Ehrmantraut dans Better Call Saul
  - Jim Carter pour le rôle de Charles Carson dans Downton Abbey
  - Alan Cumming pour le rôle de Eli Gold dans The Good Wife
  - Michael Kelly pour le rôle de Doug Stamper dans House of Cards
  - Ben Mendelsohn pour le rôle de Danny Rayburn dans Bloodline

#### Meilleure actrice dans un second rôle
- Uzo Aduba pour le rôle de Suzanne 'Crazy Eyes' Warren dans Orange Is the New Black
  - Christine Baranski pour le rôle de Diane Lockhart dans The Good Wife
  - Emilia Clarke pour le rôle de Daenerys Targaryen dans Game of Thrones
  - Joanne Froggatt pour le rôle de Anna Bates dans Downton Abbey
  - Lena Headey pour le rôle de Cersei Lannister dans Game of Thrones
  - Christina Hendricks pour le rôle de Joan Harris dans Mad Men
  - Khandi Alexander pour le rôle de Maya Lewis-Pope/Marrie Walace dans Scandal

#### Meilleure réalisation
- David Nutter pour l'épisode La Miséricorde de la mère de Game of Thrones
  - Timothy Van Patten pour l'épisode Eldorado de Boardwalk Empire
  - Jeremy Podeswa pour l'épisode Insoumis, Invaincus, Intacts de Game of Thrones
  - Lesli Linka Glatter pour l'épisode L'Appât de Homeland
  - Steven Soderbergh pour l'épisode Méthode et folie de The Knick

#### Meilleur scénario
- David Benioff et D. B. Weiss pour l'épisode La Miséricorde de la mère de Game of Thrones
  - Joshua Brand pour l'épisode Les androïdes rêvent-ils de moutons électriques ? de The Americans
  - Gordon Smith pour l'épisode Histoires de flics de Better Call Saul
  - Matthew Weiner et Semi Chellas pour l'épisode Désillusions à l'horizon de Mad Men
  - Matthew Weiner pour l'épisode Confessions intimes de Mad Men

### Séries comiques

#### Meilleure série comique
- Veep (HBO)
  - Louie (FX)
  - Modern Family (ABC) ♕
  - Parks and Recreation (NBC)
  - Silicon Valley (HBO)
  - Transparent (Amazon)
  - Unbreakable Kimmy Schmidt (Netflix)

#### Meilleur acteur
- Jeffrey Tambor pour le rôle de Maura Pfefferman dans Transparent
  - Anthony Anderson pour le rôle d'Andre Johnson Sr. dans Black-ish
  - Don Cheadle pour le rôle de Marty Kaan dans House of Lies
  - Louis C.K. pour le rôle de Louie dans Louie
  - Will Forte pour le rôle de Phil "Tandy" Miller dans The Last Man on Earth
  - Matt LeBlanc pour son propre rôle dans Episodes
  - William H. Macy pour le rôle de Frank Gallagher dans Shameless

#### Meilleure actrice
- Julia Louis-Dreyfus pour le rôle de Selina Meyer dans Veep ♕
  - Edie Falco pour le rôle de Jackie Peyton dans Nurse Jackie
  - Lisa Kudrow pour le rôle de Valerie Cherish dans The Comeback
  - Amy Poehler pour le rôle de Leslie Knope dans Parks and Recreation
  - Amy Schumer pour le rôle d'Amy dans Inside Amy Schumer
  - Lily Tomlin pour le rôle de Frankie Bergstein dans Grace and Frankie

#### Meilleur acteur dans un second rôle
- Tony Hale pour le rôle de Gary Walsh dans Veep
  - Andre Braugher pour le rôle du capitaine Ray Holt dans Brooklyn Nine-Nine
  - Tituss Burgess pour le rôle de Titus Andromedon dans Unbreakable Kimmy Schmidt
  - Ty Burrell pour le rôle de Phil Dunphy dans Modern Family ♕
  - Adam Driver pour le rôle d'Adam Sackler dans Girls
  - Keegan-Michael Key pour plusieurs personnages dans Key & Peele

#### Meilleure actrice dans un second rôle
- Allison Janney pour le rôle de Bonnie Plunkett dans Mom ♕
  - Mayim Bialik pour le rôle du Dr Amy Farrah Fowler dans The Big Bang Theory
  - Julie Bowen pour le rôle de Claire Dunphy dans Modern Family
  - Anna Chlumsky pour le rôle d'Amy Brookheimer dans Veep
  - Gaby Hoffmann pour le rôle d'Ali Pfefferman dans Transparent
  - Jane Krakowski pour le rôle de Jacqueline Voorhees dans Unbreakable Kimmy Schmidt
  - Kate McKinnon pour plusieurs personnages dans Saturday Night Live
  - Niecy Nash pour le rôle de Denise "Didi" Ortley dans Getting On

#### Meilleure réalisation
- Jill Soloway pour l'épisode Camp Camellia de Transparent
  - Phil Lord et Christopher Miller pour l'épisode Alive in Tucson de The Last Man on Earth
  - Louis C.K. pour l'épisode Sleepover de Louie
  - Mike Judge pour l'épisode Changement de donne à Sand Hill de Silicon Valley
  - Armando Iannucci pour l'épisode Testimony de Veep

#### Meilleur scénario
- Simon Blackwell, Armando Iannucci et Tony Roche pour l'épisode Election Night de Veep
  - David Crane et Jeffrey Klarik pour l'épisode Épisode trente-quatre de Episodes
  - Will Forte pour l'épisode Alive in Tucson de The Last Man on Earth
  - Louis C.K. pour l'épisode Bobby's House de Louie
  - Alec Berg pour l'épisode Les Deux Jours du Condor de Silicon Valley
  - Jill Soloway pour l'épisode L'Annonce de Transparent

### Mini-séries et téléfilms

#### Meilleure série limitée
- Olive Kitteridge (HBO)
  - American Crime (ABC)
  - American Horror Story: Freak Show (FX)
  - The Honourable Woman (SundanceTV)
  - Dans l'ombre des Tudors (PBS)

#### Meilleur téléfilm
- Bessie (HBO)
  - Agatha Christie's Poirot: Curtain, Poirot's Last Case (Acorn TV)
  - Grace of Monaco (Lifetime)
  - Hello Ladies: The Movie (HBO)
  - Killing Jesus (National Geographic Channel)
  - Nightingale (HBO)

#### Meilleur acteur
- Richard Jenkins pour le rôle de Henry Kitteridge dans Olive Kitteridge
  - Adrien Brody pour le rôle de Harry Houdini dans Houdini, l'illusionniste
  - Ricky Gervais pour le rôle de Derek Noakes dans Derek the Special
  - Timothy Hutton pour le rôle de Russ Skokie dans American Crime
  - David Oyelowo pour le rôle de Peter Snowden dans Nightingale
  - Mark Rylance pour le rôle de Thomas Cromwell dans Dans l'ombre des Tudors

#### Meilleure actrice
- Frances McDormand pour le rôle d'Olive Kitteridge dans Olive Kitteridge
  - Maggie Gyllenhaal pour le rôle de Nessa Stein dans The Honourable Woman
  - Felicity Huffman pour le rôle de Barb Hanlon dans American Crime
  - Jessica Lange pour le rôle d'Elsa Mars dans American Horror Story: Freak Show
  - Queen Latifah pour le rôle de Bessie Smith dans Bessie
  - Emma Thompson pour le rôle de Mrs. Lovett dans Sweeney Todd: The Demon Barber of Fleet Street Live from Lincoln Center

#### Meilleur acteur dans un second rôle
- Bill Murray pour le rôle de Jack Kenninson dans Olive Kitteridge
  - Richard Cabral pour le rôle de Hector Tonz dans American Crime
  - Damian Lewis pour le rôle de Henry VII dans Dans l'ombre des Tudors
  - Denis O'Hare pour le rôle de Stanley dans American Horror Story: Freak Show
  - Michael K. Williams pour le rôle de Jack Gee dans Bessie
  - Finn Wittrock pour le rôle de Dandy Mott dans American Horror Story: Freak Show

#### Meilleure actrice dans un second rôle
- Regina King pour le rôle d'Aliyah Shadeed dans American Crime
  - Angela Bassett pour le rôle de Desiree Dupree dans American Horror Story: Freak Show
  - Kathy Bates pour le rôle d'Ethel Darling dans American Horror Story: Freak Show
  - Zoe Kazan pour le rôle de Denise Thibodeau dans Olive Kitteridge
  - Mo'Nique pour le rôle de Ma Rainey dans Bessie
  - Sarah Paulson pour le rôle de Dot & Bette Tattler dans American Horror Story: Freak Show

#### Meilleure réalisation
- Lisa Cholodenko pour Olive Kitteridge
  - Ryan Murphy pour l'épisode Les monstres sont parmi nous de American Horror Story: Freak Show
  - Dee Rees pour Bessie
  - Hugo Blick pour The Honourable Woman
  - Uli Edel pour Houdini, l'illusionniste
  - Tom Shankland pour The Missing
  - Peter Kosminsky pour Dans l'ombre des Tudors

#### Meilleur scénario
- Jane Anderson pour Olive Kitteridge
  - John Ridley pour l'épisode Meurtre à Modesto de American Crime
  - Dee Rees, Christopher Cleveland, Bettina Christopher et Horton Foote pour Bessie
  - Stephen Merchant, Gene Stupnitsky et Lee Eisenberg pour Hello Ladies, le film
  - Hugo Blick pour The Honourable Woman
  - Peter Straughan pour Dans l'ombre des Tudors

### Émissions de divertissement et téléréalité

#### Meilleure émission de divertissement
- The Daily Show with Jon Stewart (Comedy Central)
  - The Colbert Report (Comedy Central) ♕
  - Jimmy Kimmel Live! (ABC)
  - Last Week Tonight with John Oliver (HBO)
  - Late Show with David Letterman (CBS)
  - The Tonight Show Starring Jimmy Fallon (NBC)

#### Meilleure émission de divertissement à sketches
- Inside Amy Schumer (Comedy Central)
  - Drunk History (Comedy Central)
  - Key & Peele (Comedy Central)
  - Portlandia (IFC)
  - Saturday Night Live (NBC)

## Nominations et récompenses multiples

### Nominations
8 : American Horror Story: Freak Show
7 : Game of Thrones et Olive Kitteridge
6 : American Crime, Bessie, Mad Men et Veep
5 : Transparent et Dans l'ombre des Tudors
4 : Better Call Saul, The Honourable Woman, House of Cards, Inside Amy Schumer et Louie
3 : Downton Abbey, Homeland, The Last Man on Earth, Modern Family, Silicon Valley et Unbreakable Kimmy Schmidt
2 : Bloodline, Episodes, The Good Wife, Orange Is the New Black et Parks and Recreation

### Récompenses
6 : Olive Kitteridge
4 : Game of Thrones et Veep
3 : The Daily Show
2 : Transparent